# Хенераль-Альвеар (департамент, Корриентес)
Департамент Хенераль-Альвеар  (исп. Departamento de General Alvear) — департамент в Аргентине в составе провинции Корриентес.
Территория — 1954 км². Население — 7926 человек. Плотность населения — 4,10 чел./км².
Административный центр — Альвеар.

## География
Департамент расположен на востоке провинции Корриентес.
Департамент граничит:
- на северо-востоке — с департаментом Санто-Томе
- на юго-востоке — с Бразилией
- на западе — с департаментом Сан-Мартин

## Административное деление
Департамент включает 2 муниципалитета:
- Альвеар
- Эстасьон-Торрент

## Важнейшие населенные пункты[3]
| № | Населённый пункт | Населённый пункт (исп.) | Категория | Население чел. (2010) | На карте                        |
| - | ---------------- | ----------------------- | --------- | --------------------- | ------------------------------- |
| 1 | Альвеар          | Alvear                  | город     | 6732                  | 29°05′38″ ю. ш. 56°32′52″ з. д. |
| 2 | Эстасьон-Торрент | Estación Torrent        | поселок   | 116                   | 28°49′33″ ю. ш. 56°28′11″ з. д. |